# Zakendistrict

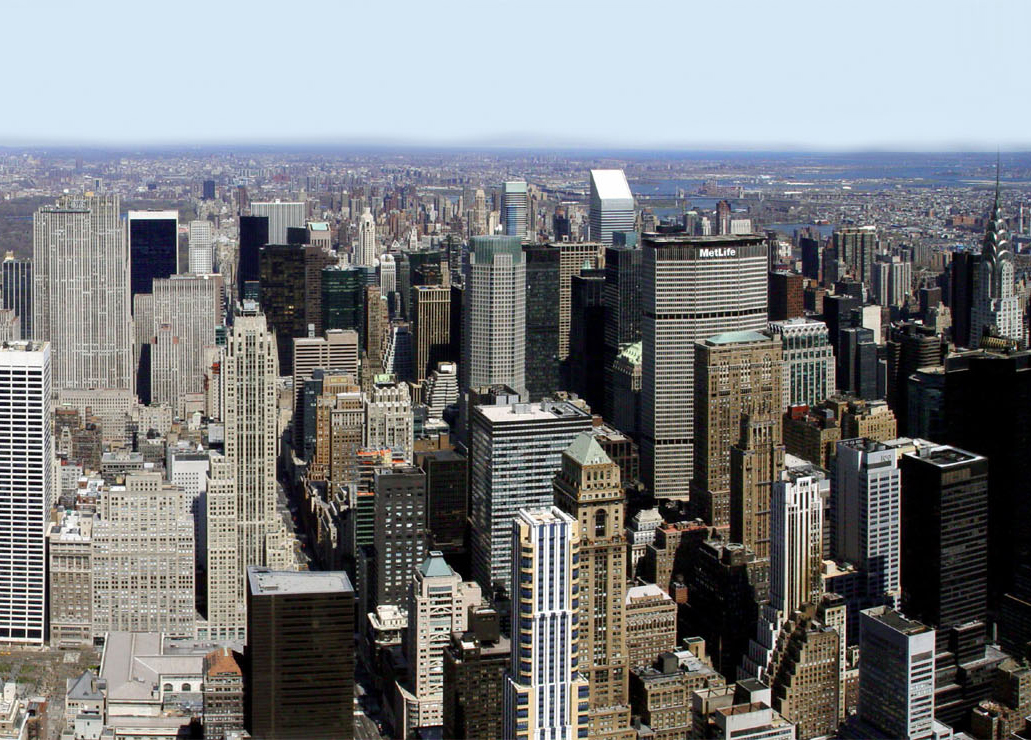
Zakendistrict van New York

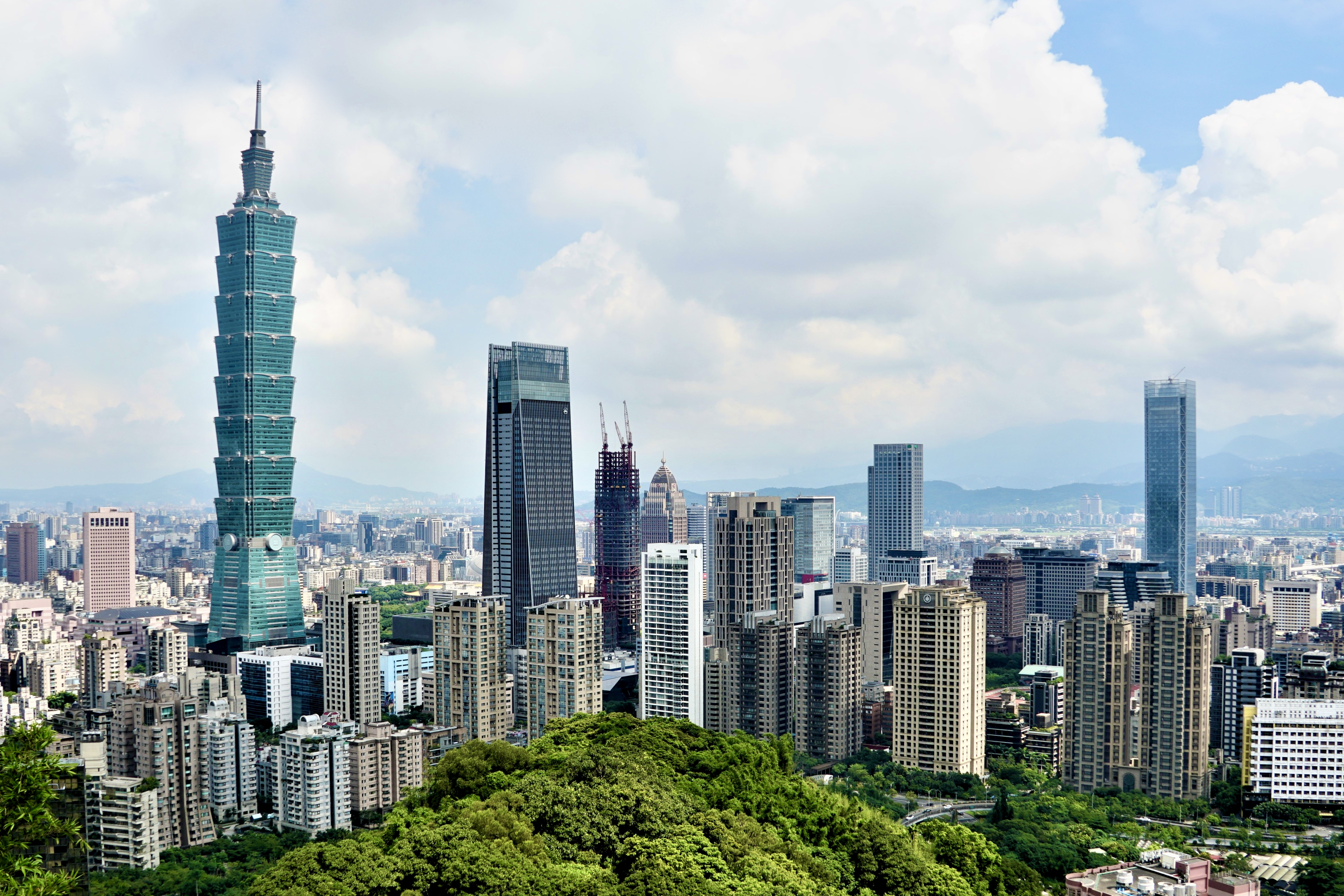
Zakendistrict van Taipei

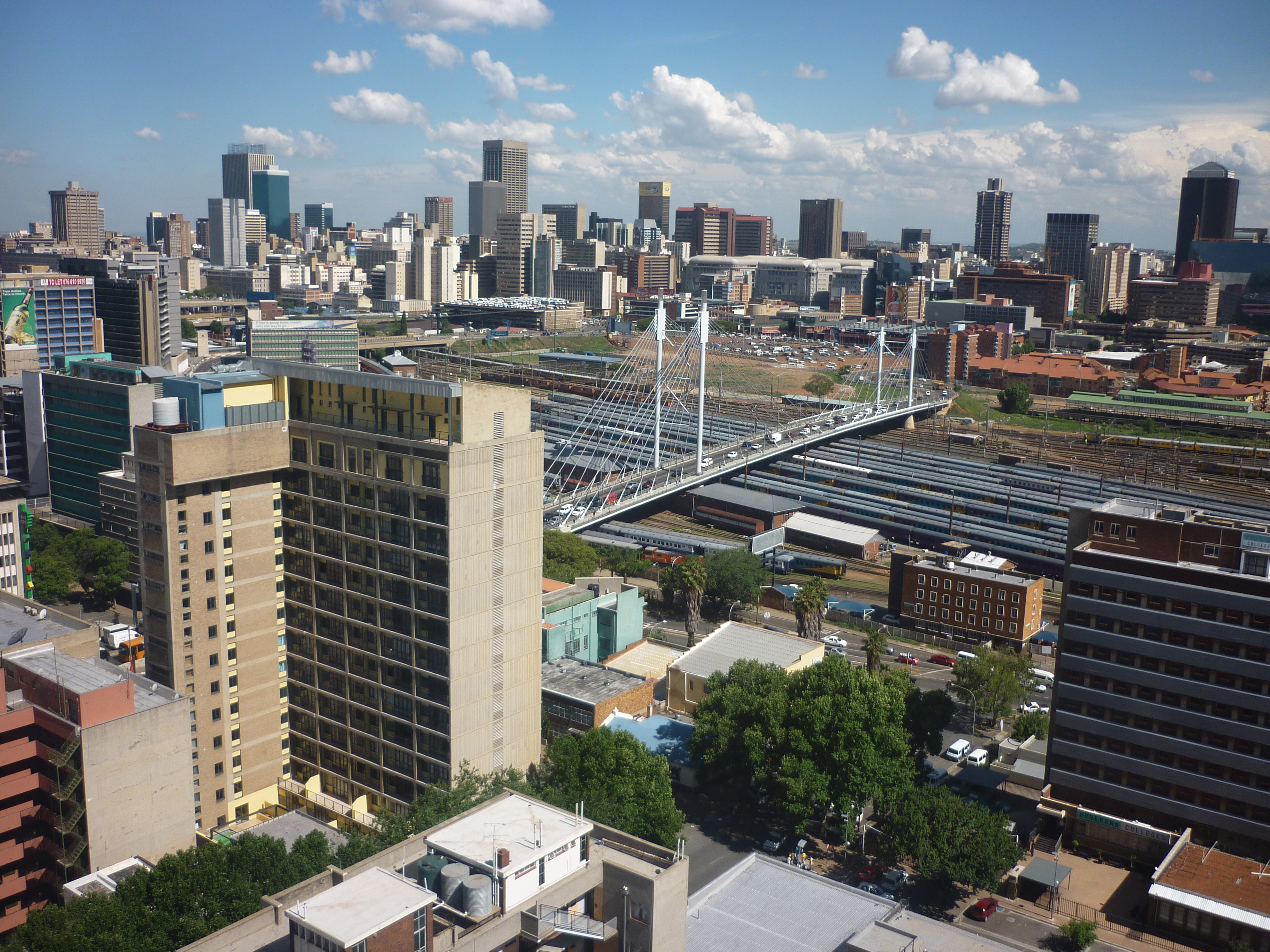
Zakendistrict van Johannesburg

Een zakendistrict of kantorenpark is een gebied in een stad waar een hoge concentratie van bedrijven en commercie is gevestigd. Vaak is het ook het geografische middelpunt van de stad. In een zakendistrict wordt hoofdzakelijk gewerkt en er bevinden zich weinig woningen. Juist in de 21e eeuw komt de trend op waarbij er meer (luxe) woningen worden toegevoegd.
Volgens Ernest Burgess is in het concentrisch stedenmodel (Eng. Concentric Zone Model) het zakendistrict opgebouwd uit een Downtown Retail District en een Wholesome Business District, samen de zogenaamde Loop vormend.

## Naamgeving
In het Verenigd Koninkrijk, Australië, Hongkong, Ierland, Nieuw-Zeeland, Singapore, Thailand en delen van Zuid-Afrika is de term central business district de formele term, die vaak wordt afgekort tot CBD. In het Verenigd Koninkrijk, Duitsland en Nederland wordt ook de term 'City' gebruikt. In de Verenigde Staten wordt ook de term downtown gebruikt. In Duitsland worden ook de termen Innenstadt en Stadtmitte gebruikt om dit gebied aan te geven.

## Kenmerken
Zakendistricten hebben vaak de volgende kenmerken:
- Veel kantoren;
- Vrijwel geen woningen, maar wel hotels;
- De grondprijzen zijn meestal de hoogste in de stad. Hierdoor is er veel hoogbouw;
- Aanwezigheid van winkels, restaurants, bioscopen, en soms publieke voorzieningen of uitgaansgelegenheden;
- Goede bereikbaarheid met zowel de auto als openbaar vervoer. Verder is er vaak veel parkeergelegenheid en zijn er ruime voetgangerszones;
- Weinig industrie. Weliswaar zijn er veel bedrijven, maar gaat het hier voornamelijk om kantoren;
- Ze zijn druk op werkdagen maar uitgestorven in de weekeinden;
- Vaak gelegen in het geografisch centrum van de stad.

## Buiten de stadscentra
Vaak – met name in Europa en het Midden-Oosten – ziet men zakendistricten ook aan de randen van steden verschijnen, zoals de Zuidas in Amsterdam, de Noordwijk (Brussel), La Défense in Parijs, de Kirchberg van Luxemburg of Canary Wharf in Londen. De redenen hiervoor zijn dat stadsranden beter bereikbaar zijn, en dat veel lokale en nationale overheden bovendien historische stadcentra willen ontzien. In andere landen speelt dit minder omdat een dergelijk centrum ontbreekt of omdat men economische groei verkiest boven historische, culturele, toeristische of emotionele argumenten.